# Mirosław Jakubowski
Mirosław Jakubowski (ur. 2 lipca 1963 w Warszawie) – polski urzędnik, polityk, menedżer, prawnik, przedsiębiorca.

## Życiorys
Ukończył studia na Wydziale Prawa i Administracji Uniwersytetu Warszawskiego. Prowadził działalność gospodarczą w zakresie doradztwa i konsultingu gospodarczego.
Pracował w Głównym Inspektoracie Lotnictwa Cywilnego. W latach 1992–1993 na stanowisku dyrektora generalnego w Urzędzie Rady Ministrów. Następnie pracował w biurze zarządu Telewizji Polskiej. Doradzał prezesowi TVP Wiesławowi Walendziakowi. Od 1997 do 1999 pełnił funkcję dyrektora generalnego Ministerstwa Łączności. W latach 1999–2002 był zastępcą dyrektora generalnego Poczty Polskiej.
Był członkiem rad nadzorczych kilku spółek, w tym przewodniczącym, a następnie wiceprzewodniczącym rady Telekomunikacji Polskiej oraz sekretarzem rady nadzorczej Polskich Linii Lotniczych LOT. W czerwcu 2006 został ponownie zastępcą dyrektora generalnego Poczty Polskiej. Następnie objął stanowisko wiceprezesa Pocztowego Towarzystwa Ubezpieczeń Wzajemnych.
W latach 90. należał do Zjednoczenia Chrześcijańsko-Narodowego. Od 1991 do 1994 pełnił funkcję sekretarza generalnego tego ugrupowania. Zasiadał w jego Komitecie Politycznym. Jako kandydat ZChN bez powodzenia ubiegał się o mandat poselski z warszawskiej listy Katolickiego Komitetu Wyborczego „Ojczyzna” w wyborach parlamentarnych w 1993. Następnie przypisywano mu w mediach związki z Samoobroną RP. Został wiceprezesem powołanego w maju 2015 Stowarzyszenia Chrześcijańsko-Narodowego.
Publikował w „Myśli Polskiej”.